# 김상근 (1939년)
김상근(金祥根, 1939년 10월 22일 ~ , 전북 군산)은 대한민국의 종교인이다.

## 학력
- 군산고등학교
- 한신대학교 신학 학사
- 연세대학교 연합신학대학원 신학 석사

## 경력
- 1967년 ~ 1982년 : 한국기독교장로회 수도교회 전도사, 담임목사
- 1976년 : 한국기독교사회문제연구원 이사
- 1984년 : 한국찬송가공회장
- 1995년 : 민주시대포럼 상임공동대표
- 1996년 : 한국기독교교회협의회 대외협력위원장
- 1998년 : 푸른중학원 이사장
- 1999년 : 기독교방송 이사
- 1999년 : 국민의 방송 대표공동 이사장
- 2006년 12월 ~ 2008년 5월 : 민주평화통일자문회의 수석부의장 (부총리 급)
- 2014년 11월 : 제2대 경기도교육연구원 이사장
- 2018년 1월 ~ 2021년 9월 : KBS 이사회 이사
- 2018년 2월 ~ 2021년 9월 : KBS 이사회 이사장

## 수상
- 1996년 : 5.18기념재단 윤상원상
- 1999년 : 군산중고등학교총동창회 자랑스런 군중고인상 대상

## 기타 활동
- 민족화해협력범국민협의회 상임의장
- 통일맞이 전 이사장, 현 고문
- 6·15공동선언실천 남측위원회 상임대표